# Balthazar (Kiekeboe)
 Balthazar De Roover, doorgaans gewoon Balthazar genoemd, is een personage uit de stripserie De Kiekeboes. Hij maakte zijn debuut in het eerste album De Wollebollen (1977). Hij vervult de rol van naïeve slechterik in de reeks en draagt altijd een grijs ruitjespak.

## Oorsprong
Balthazar is samen met Marcel Kiekeboe het enige personage uit de reeks dat al bestond vóór de strip zelf. Hij was namelijk de booswicht in poppenspel Kiekeboe, opgericht door Merho's broer Walter Merhottein.

## Personage
Balthazar was jarenlang de slechterik uit de reeks. Nochtans is hij allesbehalve een gevaarlijk figuur. Hij is dom, onhandig, naïef op het kinderlijke af en hij verknoeit meer misdaden dan hij er tot een goed einde brengt. In De kus van Mona werkte hij samen met voormalige inbreker, Benny Slim, maar hij treuzelt te lang alvorens het alarm uit te schakelen, waardoor ze voortijdig moeten vluchten. In Een koud kunstje plaatst hij een golfbal met een ingebouwde bom per abuis bij zijn opdrachtgever, die vanzelfsprekend ontploft. Meestal loopt hij zijn handlangers bijzonder voor de voeten of irriteert hen door hun naam herhaaldelijk verkeerd uit te spreken (Kiekeboe in Carré), voortdurend het liedje "Tea for Two" te zingen (De fez van Fes) of door simpelweg de hik te hebben (Een koud kunstje). Hij is eerder een komische slechterik dan een echte bedreiging voor de Kiekeboes. Figuren als Dédé la Canaille en Timotheus Triangl zijn op dat vlak veel sluwer en gevaarlijker.
Balthazars naïviteit is eindeloos. In De babyvampier ontdekt hij een vondeling voor de deur en neemt aan dat hij vader is geworden. In Spoken in huis schiet hij in totale paniek wanneer hij spoken ziet. Wanneer hij Kiekeboe op een brancard draagt in Een zakje chips laat hij hem door zijn eigen stommiteit van een trap afdonderen als hij even op zijn horloge kijkt.
In tegenstelling tot deze kinderlijke capaciteiten, kan hij wel degelijk inventief zijn. In De zwarte Zonnekoning vermomt hij zich als de heks uit Sneeuwwitje en stopt een slaapmiddel in een appel die hij aan Charlotte Kiekeboe te eten geeft. In Afgelast wegens ziekte breekt hij samen met Fanny Kiekeboe in bij Merho thuis en opent een zeer eenvoudig slot door er simpelweg naar te wijzen.

## Persoonlijke feiten
In het album Zeg het met bloemen vernemen we dat Balthazar een allergie voor bloemen heeft. Hij wordt verliefd in Over koetjes en kalfjes, nota bene op Inspecteur Sapperdeboere die een overdosis vrouwelijke hormonen heeft toegediend gekregen.
In De Heeren van Scheurbuyck zien we dat Balthazar in de middeleeuwen een voorouder had die kamerheer van de graaf van Scheurbuyck was en "Baldaceyn" heette. In Album 26 klaagt hij bij Merho dat hij liever een ander soort pak wil dan altijd een ruitjespak. In Kiekebanus werkt hij samen met Jef Patat uit de Urbanus (strip) waar hij Amedee de vlieg ontvoert, denkende dat dit Urbanus is.

## Albums
Meermaals komt Balthazar voor in de stripreeks:
- De Wollebollen
- De onthoofde sfinx
- Kiekeboe in Carré
- De schat van Mata Hari
- De zwarte Zonnekoning
- Spoken in huis
- Een zakje chips
- De pili-pili pillen
- De snor van Kiekeboe
- Album 26
- Over koetjes en kalfjes
- Het witte bloed
- De fez van Fes
- Een koud kunstje
- De taart
- Afgelast wegens ziekte
- Zeg het met bloemen
- De kus van Mona
- Het gat in de kaas
- Zand erover
- Het idee van Dédé
- Kiekebanus
- De babyvampier
- De Incabouter
- Een echte Vitalko
- Dédé bij nacht
- Bij Verdiensten
- Kort en bondig
- Geld terug
- Een dagje Dédé
- Bubbelspel